# 高橋恭平 (実業家)
高橋 恭平（たかはし きょうへい、1944年7月17日 - ）は、日本の経営者。昭和電工元代表取締役社長。神奈川県横浜市出身。2007年1月より前任の大橋光夫より社長職を引き継ぐ。座右の銘は臨済義玄の『随処作主』。

## 略歴
- 1968年：東京大学経済学部卒業
- 1968年：昭和電工入社
- 1995年：日本ポリオレフィン 企画部長
- 1996年：モンテル・ジェイピーオー 代表取締役社長
- 1999年：モンテル・エスディーケイ・サンライズ 代表取締役副社長
- 2001年：サンアロマー代表取締役副社長
- 2002年：昭和電工 常務取締役 石油化学事業部門長
- 2004年：同社 専務取締役
- 2005年：同社 代表取締役副社長
- 2007年：同社 代表取締役社長[1]
- 2011年：同社 取締役会長[1][2]
- 2017年：同社 相談役[2]

日本ポリオレフィン企画部長以前は、昭和電工軽金属管理部、ベナルム社（ベネズエラ）出向、昭和軽金属出向、総合企画部（昭和電工復職）など。

## 主な公職
- 日本化学工業協会会長[1]
- 石油化学工業協会会長
- 日・EUビジネス・ラウンド テーブル メンバー
- 日本経済団体連合会理事